# Ärzte gegen Tierversuche
Ärzte gegen Tierversuche e. V. ist ein Verein mit Sitz in Köln, der sich unter dem Motto „Medizinischer Fortschritt ist wichtig – Tierversuche sind der falsche Weg!“ für die vollständige Abschaffung von Tierversuchen einsetzt.

## Gründung und Arbeitsweise
Die Organisation wurde im Jahr 1979 von dem Neurologen-Ehepaar Margot und Herbert Stiller sowie weiteren Medizinern in Hamburg gegründet. Bereits zwei Jahre zuvor hatte das Ehepaar Stiller das Buch „Tierversuch und Tierexperimentator“ veröffentlicht. Sie waren mit die Ersten, die Tierversuche aus wissenschaftlicher Sicht in Frage stellten sowie den daraus entstehenden Schaden für den Menschen beleuchteten.
Die Aufklärung der Öffentlichkeit über den methodologischen Irrtum der Tierversuche stand von Anfang an im Fokus des Vereins. In der prädigitalen Zeit verbreiteten die Vorstandsmitglieder und Aktiven vor allem Schriften, schrieben Briefe an Entscheidungsträger, hielten Vorträge im In- und Ausland, veröffentlichten Bücher und Artikel und standen den Medien Rede und Antwort. 1990 erschien das Buch „Mythos Tierversuch“ von Dr. Bernhard Rambeck in erster Auflage. Der Autor räumt mit den zehn immer wieder vorgebrachten Gründen für die Tierversuche auf und widerlegt diese.
Bis heute ist die Aufklärung über Tierversuche Kernpunkt der Arbeit des Vereins. Dabei liegen den Veröffentlichungen, Kampagnen und Projekten des Vereins fundierte Recherchen eines Wissenschaftsteams zugrunde. Neben der Aufklärung der Öffentlichkeit veranstaltet der Verein auch eigene Kongresse, referiert vor interessiertem Fachpublikum, tritt in Kontakt mit politischen Entscheidungsträgern und setzt sich juristisch gegen Tierversuche ein. Regelmäßig werden mit Hilfe der zahlreichen bundesweit aktiven Arbeitsgruppen des Vereins Aktionsstände, Aktionstage und Demonstrationen veranstaltet.

## Mitglieder
Der Vereinigung gehören nach eigenen Angaben rund 4.050 Mitglieder/ Fördermitglieder an, davon sind knapp ein Viertel Mitglieder (Ärzte, Tierärzte, Zahnärzte, Psychologen und im medizinischen Bereich tätige Naturwissenschaftler) sowie etwa drei Viertel Fördermitglieder. Die Vereinigung arbeitet unabhängig von den Interessen der Pharmaindustrie und Universitäten und finanziert sich ausschließlich aus Spenden und Mitgliedsbeiträgen.

## Ziele
Die Organisation lehnt sämtliche Tierversuche aus ethischen und wissenschaftlichen Gründen ab. Sie vertritt die Meinung, dass solche Versuche für die Untersuchung menschlicher Krankheiten nicht geeignet und aus wissenschaftlicher Sicht, eine Übertragung der Ergebnisse auf den Menschen nicht möglich seien.
Als Alternative propagiert der Verein die Verwendung tierversuchsfreier Forschungsmethoden wie menschliche Zellkulturen, aus menschlichen Zellen generierte Mini-Organe (Organoide), Multiorganchips, Computersimulationen und klinische Studien, die Tierversuchen an Aussagekraft überlegen seien.

## Kampagnen und Projekte

### Datenbank über Tierversuche
Seit 1998 betreibt der Verein eine Datenbank, die Beispiele von Tierversuchen in Deutschland dokumentiert. Dazu werden in wissenschaftlichen Fachzeitschriften veröffentlichte Artikel ausgewertet und die darin beschriebenen Tierversuche in einer für Laien verständlichen Sprache zusammengefasst. So soll nach Aussage des Vereins der Öffentlichkeit ein Einblick in die Realität der Tierversuche ermöglicht werden.

### NAT-Datenbank

NAT Database – Non Animal Technologies

Um Tierversuche zu vermeiden und tierversuchsfreie Forschung voranzutreiben, veröffentlichte der Verein am 29. Juli 2020 die NAT-Datenbank zu tierversuchsfreien Forschungsmethoden mit damals noch 250 Einträgen. Aktuell (Stand Februar 2025) beinhaltet die Datenbank 2.097 Einträge.
Dem Verein nach dominierten in herkömmlichen Literaturdatenbanken noch immer die tierverbrauchende Forschung und tierversuchsfreie Methoden gingen so in einer Flut von Tierversuchsstudien unter. Demnach würde das volle Potenzial der modernen humanbasierten Forschungsmethoden bisher nicht ausgeschöpft – zahllose Tiere leiden und sterben auch weiterhin in Tierversuchen, obwohl es geeignete tierfreie Verfahren gibt, so der Verein.
Um diese Lücke zwischen der einerseits enormen Anzahl von verfügbaren tierversuchsfreien Methoden und ihrer andererseits kaum zu bewerkstelligenden Auffindbarkeit zu schließen, hat der Verein die zweisprachige NAT (Non Animal Technologies)-Datenbank erzeugt. Die frei verfügbare Datenbank umfasst verschiedenste tierfreie Verfahren aus der ganzen Welt, die von modernen Methoden auf Basis menschlicher Zellen bis hin zu komplexen Computermodellen reichen. Die NAT-Datenbank unterstützt Wissenschaftler bei der Suche nach tierversuchsfreien Methoden für ihre jeweiligen Fragestellungen, ist jedoch auch für Politiker, Behördenvertreter, Journalisten und die interessierte Öffentlichkeit gedacht. Die Suchmaske ermöglicht eine Stichwortsuche sowie die Möglichkeit, nach Fachbereichen, Modellen, Land oder Datum der Veröffentlichung zu filtern. Die Einträge enthalten eine Zusammenfassung der Methode sowie zugehörige Quellen und Informationen zu den verantwortlichen Forschern und Instituten.

### Herbert-Stiller-Preis
Um die tierversuchsfreie humanmedizinische Forschung vor allem unter jüngeren Medizinern und Wissenschaftlern zu fördern, hat der Verein den Herbert-Stiller-Preis, einen Forschungspreis und einen Promotionspreis ins Leben gerufen.
Der Preis, benannt nach dem Mitbegründer der Vereinigung, Herbert Stiller, wird für innovative wissenschaftliche Arbeiten verliehen, die sich mit Hilfe von tierversuchsfreien humanbasierten Methoden der Erforschung und Therapie menschlicher Erkrankungen beschäftigen und einen wesentlichen Beitrag für den medizinischen Fortschritt leisten. Dafür kommen In-vitro-Studien, aber auch klinische Arbeiten und epidemiologische Untersuchungen bezüglich der Ursachen der Zivilisationskrankheiten in Frage.
Der damals mit 25.000 DM dotierte Preis wurde erstmals 1995 verliehen. Bis 2001 erhielten fünf Wissenschaftler diese Auszeichnung, zwei weitere den mit 10.000 DM dotierten Promotionspreis. 2006–2011 wurden drei Preise zu je 10.000 Euro mit dem Schwerpunkt tierversuchsfreie Krebsforschung verliehen. Seit 2019 wird der Herbert-Stiller-Preis alle zwei Jahre vergeben. Zuletzt 2023 wurden zwei Projekte mit jeweils 20.000 € gefördert. Einer der Preise wurde an Peter Loskill von der Eberhart Karls Universität Tübingen für das Projekt „Breast-Cancer-on-Chip“ (Brustkrebs-auf-dem-Chip) vergeben. Dabei handelt es sich um ein völlig tierfreies Modell, um spezifische Krebsprozesse zu erforschen und Krebstherapien und -medikamente zu testen. Ein weiterer gleichwertiger Preis ging an Stephan Harm von der Universität für Weiterbildung Krems in Österreich. Krems und sein Team wurden für ihr „Nabelnschnur-Gefäßmodell“ ausgezeichnet. Das Modell soll die Untersuchung von immunologischen Reaktionen und Regenerationsprozessen menschlicher Blutgefäße ermöglichen und zur Erforschung von Herz-Kreislauf-Erkrankungen und Blutvergiftung eingesetzt werden.

### Herz aus Stein
Der Verein vergibt u. a. auch einen Negativpreis. Das „Herz aus Stein“ steht laut Verein für eine herzlose Forschung, bei der fühlende Lebewesen zu bloßen Messinstrumenten degradiert werden. Mit öffentlichen Online-Abstimmungen will der Verein auf einige besonders absurde und grausame Tierversuche aufmerksam machen, die in Deutschland durchgeführt worden sind."
Der Negativpreis wird seit 2017 jährlich verliehen. Folgende Institutionen erhielten bisher das „Herz aus Stein“:
- 2017 – Max-Delbrück-Zentrum Berlin für Erstickungsversuche an Nacktmullen und Mäusen.
- 2018 – Universität Ulm für Rauchversuche an Mäusen, bei denen die Tiere 3 Wochen lang an 5 Tagen die Woche den Rauch von bis zu 8 Zigaretten einatmen mussten.
- 2020 – Universitätsklinikum des Saarlandes Homburg/Saar für Versuche an Mäusen mit sogenannten Rückenhautkammern. Dabei wird die Rückenhaut von Mäusen wie ein Sandwich zwischen zwei Metallrahmen geklemmt und es wird ein Loch in die Haut geschnitten, um kleine Blutgefäße am wachen Tier beobachten zu können.
- 2021 – Carl von Ossietzky Universität Oldenburg für Versuche an Singvögeln, bei denen den wildgefangenen Tieren Löcher in den Schädel gebohrt werden.
- 2022 – Poliklinik für zahnärztliche Chirurgie der Heinrich-Heine-Universität Düsseldorf für Versuche, bei denen Beaglehunden zahlreiche Zähne gezogen und Implantate in die Löcher eingesetzt werden.
- 2023 – AG Neurophysik der Philipps-Universität Marburg für Hirnforschungsversuche an Rhesusaffen, bei denen die Tiere durch Durst gezwungen werden, mit fixiertem Kopf zu sitzen, während Elektroden über Bohrlöcher im Schädel in das Gehirn eingelassen werden.
- 2024 – Regensburg Center for Neuroscience (RNC) der Universität Regensburg für Versuche, bei denen Mäusen Elektroschocks verabreicht wurden, um bei ihnen Angst vor Artgenossen auszulösen. Der Verein Ärzte gegen Tierversuche zweifelt an, dass sich soziale Ängste beim Menschen anhand dieses Tiermodells erforschen lassen.[22]

### Kampagne gegen Hirnforschungen an Affen in Tübingen
Der Verein führt seit 2009 eine Kampagne gegen Hirnforschung an Rhesusaffen an vier Instituten in Tübingen. Im Jahr 2014 geriet eines davon, das Max-Planck-Institut für Biologische Kybernetik, in die Schlagzeilen, als Aufnahmen veröffentlicht wurden, die schwere Misshandlungen der Affen zeigten. Ärzte gegen Tierversuche erstattete im Januar 2015 Strafanzeige bei der Staatsanwaltschaft Tübingen.
Nach den Aufdeckungen warf Marco Wehr 2017 in einem Gastbeitrag der FAZ dem Verein mangelnde Nähe zu Akteuren der medizinischen Forschung und zu geringe Sachkunde vor. Unter anderem kritisierte er den Verein dafür, Tierversuche durch Zellkulturen und Computermodelle zu ersetzen, da diese komplexe biologische Prozesse nur unzureichend nachbilden könnten und daher seiner Meinung nach, zur Erforschung längerer Wirkungsketten unzureichend seien.
Im Dezember 2018 gab der Wissenschaftsjournalist und Biochemiker Volkart Wildermuth in einem Interview bekannt, dass das Vertrauen zwischen der Arbeitsgruppe Logothetis und der Max-Planck-Gesellschaft definitiv Schaden genommen habe. Die MGP hatte nach dem Strafbefehl einen Teil der Leitungsfunktionen von Nikos Logothetis eingeschränkt, da, wo es um Tierversuche geht, so Wildermuth weiter. Die Staatsanwaltschaft Tübingen stellte das Verfahren gegen Zahlung einer Geldauflage ein.
2022 wurden Obduktionsberichte des Chemischen und Veterinäruntersuchungsamts Stuttgart von 2009 veröffentlicht, aus denen hervorging, dass die Schädel der Tübinger Affen unter anderem zahlreiche Bohrlöcher und eine Fraktur aufwiesen. Insgesamt wurden sechs Affenkadaver aus Tübingen angeliefert, drei mit und drei ohne Kopf. Laut der Obduktionsberichte haben die Schädelmanipulationen für die Tiere ein wesentlich stärkeres Leid bedeutet, als in den Tierversuchen genehmigt war.
Als Resultat des jahrelangen Drucks aus der Öffentlichkeit wurden 2017 die Tierversuche an Affen am Max-Planck-Institut für Biologische Kybernetik in Tübingen eingestellt.

### Kampagne gegen Hirnforschungen an Affen in Frankfurt
Im Januar 2023 informierten Whistleblower Ärzte gegen Tierversuche und andere Vereine über tierschutzrechtliche Missstände am Ernst-Strüngmann-Institut (ESI) in Frankfurt. Die Meldungen bezogen sich auf die gängige Praxis Affen auf Wasserentzug zu setzen und sie lediglich in den Experimenten „zur Belohnung“ mit Flüssigkeit zu versorgen; allerdings handelte es sich hier um Affen, die nicht mehr in Experimenten verwendet und damit auch nicht mit Flüssigkeit „belohnt“ wurden. Ärzte gegen Tierversuche wandte sich daraufhin an verschiedene Behörden. Zunächst stritt das Wissenschaftsministerium die Missstände ab – letztendlich wurden doch Konsequenzen angekündigt.
Anfang 2024 informierten Whistleblower den Verein Ärzte gegen Tierversuche über personelle Probleme am ESI: Die primatenkundige Tierärztin und der Tierhausleiter kündigten zum Februar 2024, ohne dass adäquates Fachpersonal nachbesetzt wurde. Da spezialisierte Tierärzte für zu Versuchszwecken gehaltene Tiere vorgeschrieben sind, leitete das Regierungspräsidium Darmstadt ein Verfahren zum Widerruf der tierschutzrechtlichen Erlaubnis ein. Das ESI verzichtete daraufhin auf die Erlaubnis zur Haltung und Nutzung von Primaten für Tierversuche und stellte die Primatenversuche zum 1. März 2024 vorläufig ein.
Nach weiteren Whistleblower Informationen ergriff die Behörde trotz fehlenden Fachpersonals, das auch für die Haltung der Tiere erforderlich ist, keine weiteren Maßnahmen. Daraufhin stellte Ärzte gegen Tierversuche im April 2024 Strafanzeige gegen die zuständigen Behörden.
Im Frühjahr 2024 veröffentlichte der Verein SOKO Tierschutz Bildmaterial, das die schlechten Haltungsbedingungen dokumentierte. Am 6. Juli 2024 demonstrierte daraufhin ein Bündnis aus den Tierschutzorganisationen SOKO Tierschutz, Ärzte gegen Tierversuche, PETA, ARIWA, Activists for the Victims und regionaler Gruppen mit rund 1.800 Teilnehmern gegen Tierversuche am ESI.
Das ESI hat trotz der Missstände einen erneuten Antrag zur Genehmigung von Primatenversuchen gestellt (Stand Februar 2025).

### Kampagne zur Freilassung von Hunden aus der Heinrich-Heine-Universität Düsseldorf
Die Heinrich-Heine-Universität Düsseldorf (HHU) hält weiterhin Hunde, obwohl dort nach Angaben der HHU seit März 2018 keine Tierversuche an Hunden mehr durchgeführt werden (Stand: Februar 2025). Zum Zeitpunkt der Einstellung der Versuche befanden sich noch 24 Hunde an den Einrichtungen der HHU. Bis 2021 wurden wissenschaftliche Publikationen veröffentlicht, die Versuche an Hunden beschreiben, darunter Kieferoperationen.
Der Verein Ärzte gegen Tierversuche initiierte die Kampagne „Lasst die Hunde frei – Schluss mit Tierversuchen an der Uni Düsseldorf“. In Reaktion darauf kündigte die HHU im August 2024 an, zwei der vier verbliebenen Hunde in Privathände zu vermitteln, was im November 2024 umgesetzt wurde. Über den Verbleib der übrigen 20 Hunden, die sich im Sommer 2024 nicht mehr an der HHU befanden, gibt es keine gesicherten Informationen. Zwei Hunde verbleiben weiterhin an der HHU (Stand: Februar 2025).

### Osteuropa-Projekt „Tiere retten mit Computern“
In 2008 startete der Verein sein Osteuropa-Projekt und stattete ein Institut der Universität Sumy in der Ukraine mit tierversuchsfreien Lehrmitteln aus. Die Universität verpflichtete sich im Gegenzug dazu, die entsprechenden Tierversuche einzustellen. Inzwischen (Stand Februar 2025) wurden Verträge mit den Leitern von 80 Instituten in 31 Städten der Ukraine, Russland, Weißrussland, Kirgistan, Usbekistan, Bulgarien und Bosnien und Herzegowina gemacht. Zur Verfügung gestellt werden seitens Ärzte gegen Tierversuche Hardware in Form von Laptops und Beamern sowie Software wie Computersimulationen, Filme und Modelle. Die Hochschullehrenden verpflichten sich dafür per Vertrag, auf Tierversuche und tierverbrauchenden Praktika im Studium zu verzichten. Dadurch werden eigenen Angaben zufolge jedes Jahr rund 60.000 Tiere vor Versuchen und Tötung an den Universitäten bewahrt. Zudem hat der Verein die Entwicklung russisch- und ukrainischsprachiger Lehrfilme und Computersimulationen finanziert, sowie durch Pressekonferenzen und Medienberichte eine Sensibilisierung der Öffentlichkeit angestoßen.

### Botox-Kampagne
2007 startete Ärzte gegen Tierversuche eine Kampagne zu den LD50-Tests an Mäusen für die Chargen-Testung von Botulinumtoxin-Produkten. Das Nervengift, bekannt unter dem Handelsnamen „Botox“ wird sowohl für medizinische als auch kosmetische Zwecke eingesetzt. Jede einzelne Produktionseinheit wird dabei an Mäusen getestet, um festzustellen, bei welcher Verdünnung die Hälfte der Tiere stirbt. Die jahrelange Kampagnen-Arbeit führte dazu, dass ab 2011 die drei wichtigsten Hersteller zumindest zum großen Teil auf tierversuchsfreie Testmethoden umstiegen.

### REACH-Projekt
Seit dem Jahr 2009 setzt sich der Verein zusammen mit dem Dachverband Europäischen Koalition zur Beendigung von Tierversuchen ([ECEAE]) für eine tierversuchsfreie Chemikalien-Testung ein. Im Rahmen der REACH-Verordnung (Registration, Evaluation, Authorisation and Restriction of Chemicals), müssen Chemie-Firmen ihre Chemikalien bei der EU-Behörde ECHA registrieren und umfangreiche Informationen vorlegen. Dabei kann es sich um bereits vorhandene oder aus neuen Tierversuchen gewonnene Daten handeln. Geplante Tierversuche müssen bei der ECHA vorgeschlagen werden. Die Behörde gibt dann Dritten in einem öffentlichen Beratungsverfahren 45 Tage lang die Möglichkeit, herauszufinden, ob die Daten schon vorhanden sind oder auf andere Weise als mit Tierversuchen ermittelt werden können. In Zusammenarbeit mit der ECEAE kommentieren Fachleute des Vereins die REACH-Testvorschläge und recherchieren bereits vorhandene Informationen über die in Frage stehenden Chemikalien. Die Substanzen sind größtenteils seit mehr als 30 Jahren auf dem Markt und wurden in der Vergangenheit meist bereits getestet. Allein durch diese Kommentierungen konnten nach Vereinsangaben bis Mai 2023 Tierversuche an rund 140.000 Tieren verhindert werden.

### Denkmal für Tierrechte und gegen Tierversuche
Das Mahnmal, das am 29. April 2023 an der Kirche „Kreuz & Quer“ mitten in Erlangen aufgestellt wurde, steht für die Millionen Tiere, die weltweit durch den Menschen ausgebeutet werden, insbesondere in Tierversuchen. Mit behördlicher Genehmigung wurde von der Bildhauerin Monika Ritter ein Mahnmal geschaffen, das von der Leiterin Margrit Vollertsen-Diewerge der AG Erlangen des Vereins initiiert und durch private Spenden finanziert wurde. Vorausgegangen war eine Ausschreibung in Zusammenarbeit des Vereins und dem Kulturamt Erlangen für eine künstlerische Arbeit, die das Leiden der wehrlosen Lebewesen zeigt, doch zugleich der lebendigen Kreatur ein Denkmal setzt. Aus sechs Bewerbern wählte eine sechsköpfige Jury den Entwurf von Monika Ritter aus.

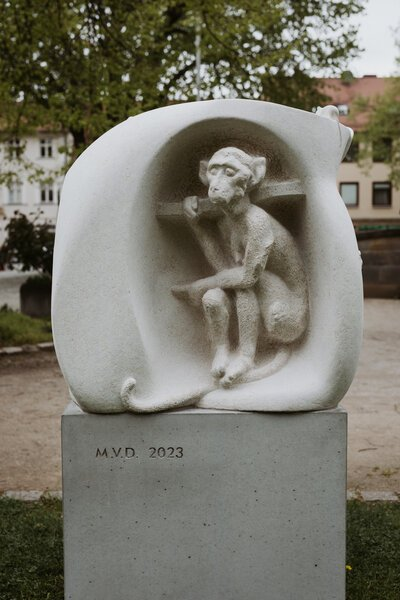
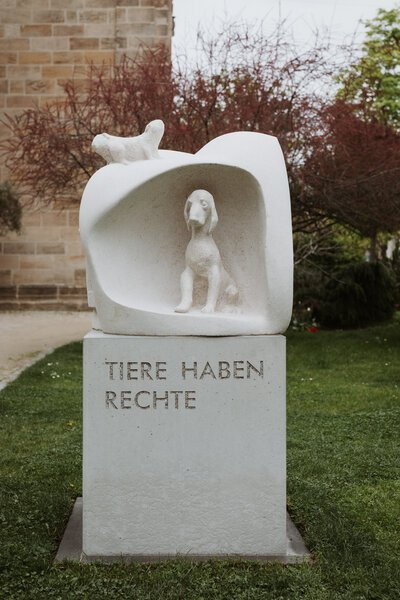
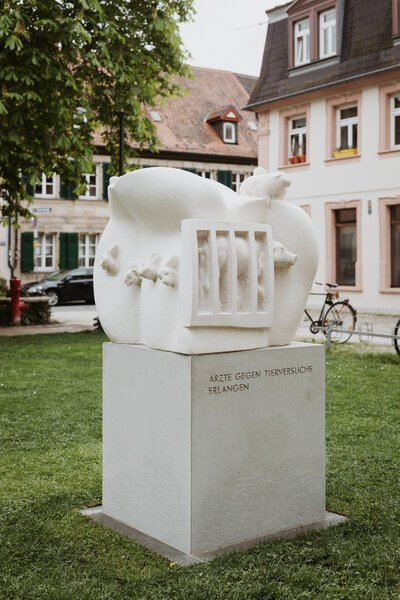

Das Mahnmal aus kroatischem Kanfanar-Stein zeigt einen Affen, der am Hals in einem sogenannten Primatenstuhl, wie er in der Hirnforschung benutzt wird, gefangen ist, einen Beagle, die am häufigsten in Tierversuchen verwendeten Hunderasse, ein Schwein hinter Gittern, vier Kaninchen, die wie in Zwangsapparaturen eingezwängt aus dem Stein schauen sowie zwei Meerschweinchen und schließlich eine Maus, die Tiere, die am häufigsten in Tierversuchen leiden und sterben.

### Kampagnen gegen Neubauten von Tierversuchslaboren
Der Verein setzt sich dafür ein, dass keine neuen Tierversuchslabore gebaut werden und fordert, dass die entsprechenden Gelder in tierversuchsfreie Forschung fließen. Unter anderem lancierte der Verein Kampagnen gegen den Bau eines Forschungszentrums des Pharmakonzerns Boehringer Ingelheim in Hannover, zwei neue Großlabore an Münchner Unis, neue Tierlabore des Max-Delbrück-Zentrums und der Charité in Berlin, ein Tierversuchslabor der Universität Freiburg, die Wiederaufnahme von Tierversuche im Nordklinikum Nürnberg, ein neues Tierversuchslabor am Universitätsklinikum Hamburg-Eppendorf und die Einrichtung eines Tierversuchslabors in der bis dahin tierversuchsfreien Stadt Augsburg.

### Mausmobil
Von 2015 bis 2018 betrieb der Verein so sogenanntes „Mausmobil“, d. h., ein Transporter mit einem großen Modell einer Maus auf dem Dach, auflackierter Botschaft und einem Bildschirm im Heck. Das Infomobil tourte 2015/2016 durch insgesamt 144 Städte in Deutschland. 2017/2018 war das „Mausmobil“ noch vereinzelt im Einsatz.

## Auszeichnungen
Für seine NAT-Datenbank, die es Forschenden ermöglicht, nach tierversuchsfreien Methoden zu suchen, wurde der Verein 2022 sowohl mit dem auf 25.000 Pfund dotierten Preis des britischen Kosmetikunternehmens Lush Prize, als auch mit dem Niedersächsischen Tierschutzpreis 2022 ausgezeichnet.

## Mitgliedschaften
Der Verein ist Mitglied bei der European Coalition to End Animal Experiments (Europäische Koalition zur Beendigung von Tierversuchen) mit Sitz in London und der Eurogroup for Animals mit Sitz in Brüssel.

## Transparenz
Der Verein hat sich der Initiative Transparente Zivilgesellschaft angeschlossen, einer Initiative für Transparenz gemeinnütziger Organisationen des Transparency International.